# برتقالة الميلاد

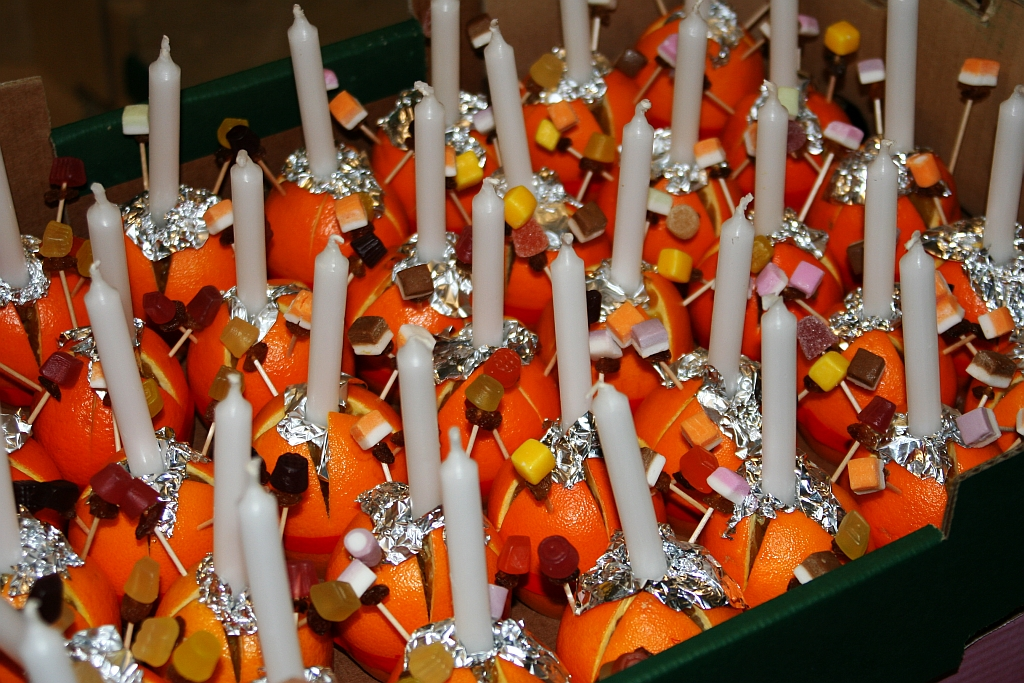
برتقالات الميلاد محضرة لقداس عشية الميلاد

برتقالة الميلاد هو شيء رمزي يستخدم في خدمات المجيء وعيد الميلاد وعيد الغطاس عند العديد من الطوائف المسيحية. وهو يرمز إلى ميلاد المسيح نور العالم. تُصن من شمعة في برتقالة (تمثلان النور والعالم على التوالي) والتي تزيّن عادةً بشريط أحمر وحلويات أو فاكهة مجففة. لقد كانت سمة من سمات كنائس مورافيا في جميع أنحاء المملكة المتحدة منذ ما قبل الحربين العالميتين. عندما ابتعد أعضاء كنائس مورافيا عن مجتمعاتهم المحلية، أخذوا معهم عادة برتقالة الميلاد وقدموها إلى الطوائف الأخرى. في الستينيات، اعتمدها جون بنسوم أداة لجمع التبرعات لجمعية الأطفال في كنيسة إنجلترا.